# Taubenturm (Juvigny-sous-Andaine)

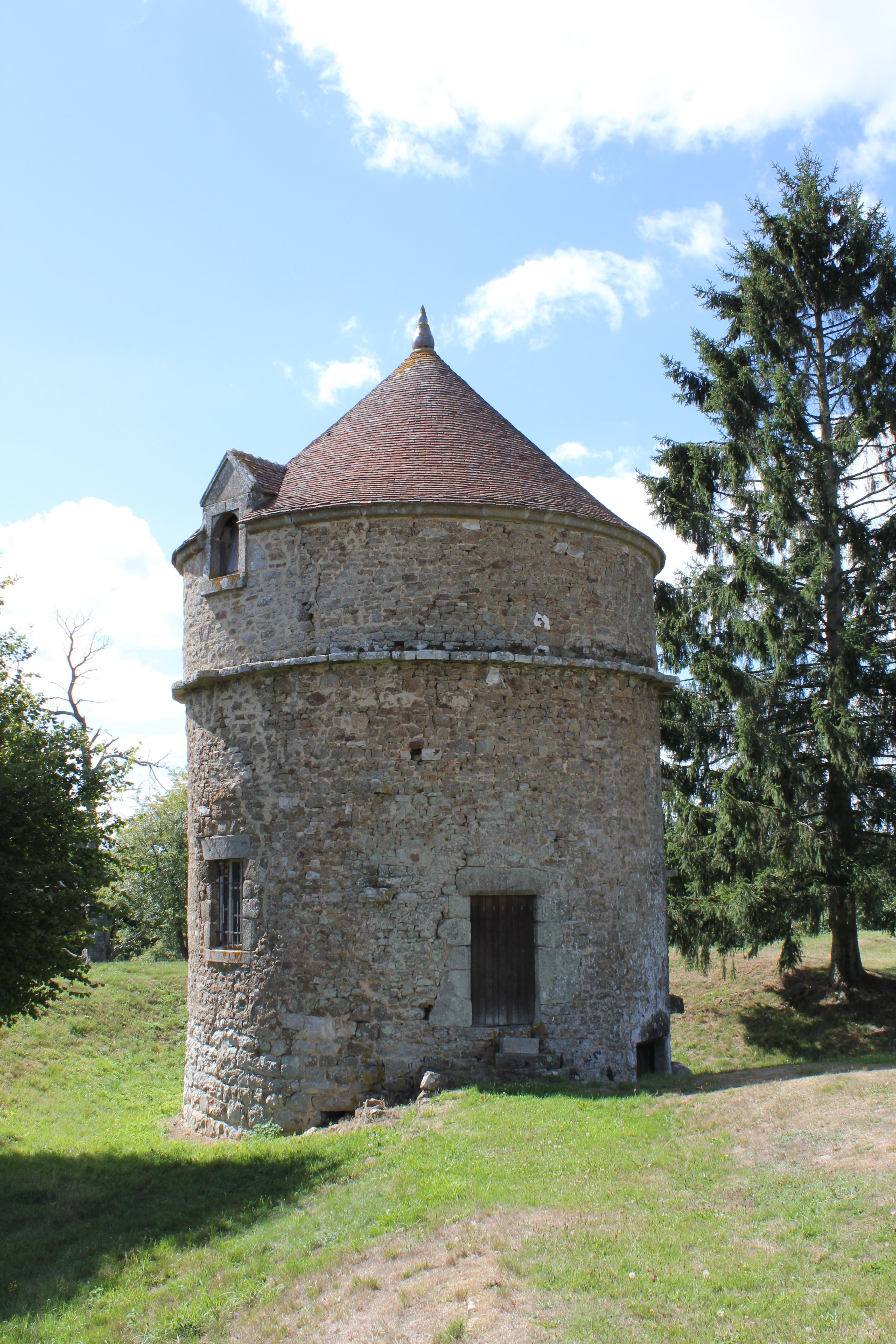
Taubenturm in Juvigny-sous-Andaine

Der Taubenturm (französisch colombier oder pigeonnier) in Juvigny-sous-Andaine, einer französischen Gemeinde im Département Orne in der Region Normandie, wurde im 18. Jahrhundert errichtet. Der Taubenturm steht als ein Teil der Überreste des Schlosses Bonvouloir seit 1995 als Monument historique auf der Liste der Baudenkmäler in Frankreich.
Der runde Taubenturm aus Bruchsteinmauerwerk entstand im 18. Jahrhundert aus einem Befestigungsturm der ehemaligen Burganlage.